# Ypacaraimeer

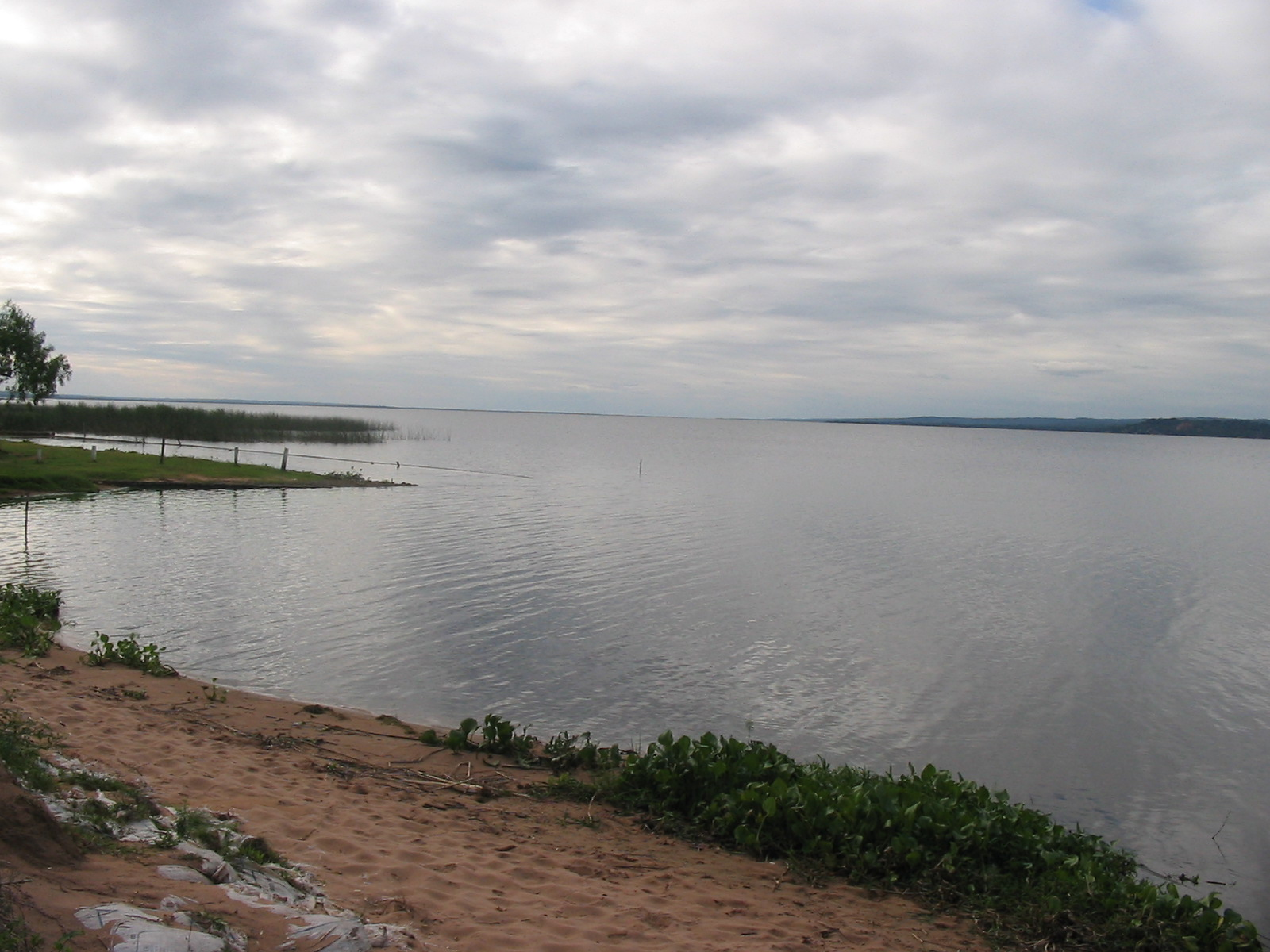

Het Ypacaraimeer is een meer nabij Areguá in Paraguay.

## Geografie
Het Ypacaraimeer heeft een oppervlakte van 90 km² en de lengte van noord naar zuid bedraagt ongeveer 24 kilometer, van oost naar west bedraagt de lengte zes kilometer. De gemiddelde diepte van het meer is ongeveer drie meter.
Het meer stroomt uit in de Salado, die op zijn beurt uitstroomt in de Paraguay. De watervoorraden van het meer worden aangevoerd door verschillende beken zoals Yagua Resau, Yuquyry en Puente Estrella y Pirayu.

## Klimaat
Aan het Ypacaraimeer overheerst een warm klimaat. Doorheen het jaar overheersen zonnige dagen. De temperaturen in de zomer variëren van 20 tot 38 °C en in de winter van 3 tot 25 °C.

## Toerisme
Ypacarai is een relatief ondiep meer maar boten en kleine schepen kunnen het meer zonder problemen bevaren. Het meer is omringd door steden met de nodige faciliteiten voor toeristen. Vooral het strand in San Bernardino was populair tijdens de zomer.

## Vervuiling in 2013
Tot oktober 2012 was het meer kristalblauw en leefde de plaatselijke bevolking van de visvangst. In 2013 was het water echter helemaal groen uitgeslagen. Door gedumpt afval en een onbeperkte lozing van afvalwater zat het meer vol giftige algen. De toxische algen zorgen voor een hoge vissterfte waardoor het visbestand zowat volledig verdwenen was. De algen verspreidden ook een ondraaglijke stank. De bewoners van het meer waren verplicht een masker te dragen tegen de stank en om het inademen van de giftige dampen te voorkomen. De giftige groenblauwe algen, blauwalgen of cyanobacteriën genoemd, hadden sinds hun ontdekking in oktober 2012 een verwoestend effect gehad op het leven in en rond het meer. De bevoegde minister had de milieunoodtoestand al afgekondigd waarop beslist werd het plaatselijke strand – populair bij toeristen – in 2013 af te sluiten.
De plaatselijke bevolking stuurde aan op een grootschalige opruimactie om het meer weer leefbaar te maken. De minister vond het noodzakelijk dat men riolen aanlegde. Indien men dit niet deed, zou het onbewerkte afvalwater voor problemen blijven zorgen. De groenblauwe algen gedijden vooral bij warm weer. Zowat de helft van de algen produceerden giftige dampen die zelfs huisdieren en vee kunnen doden. Bij de mens kon het inademen van de dampen tot ernstige maagproblemen leiden.
Op 28 oktober 2014 kon aangekondigd worden door het Paraguayaanse ministerie van volksgezondheid dat de hoeveelheid bacteriën in het meer weliswaar gezakt was tot onder de minimumhoeveelheden die schadelijk voor de gezondheid werden geacht; daarmee was het probleem nog niet onder controle. Ook bij metingen in de lente van 2015 bleven de waarden onveranderd te hoog.